# United International Pictures
United International Pictures (UIP) is een internationaal filmdistributiebedrijf, dat opereert als een joint venture tussen Paramount Pictures en Universal Studios. Het bedrijf is verantwoordelijk voor de distributie van een bepaalde categorie films van de twee filmstudio's buiten Noord-Amerika. In Londen ligt het hoofdkantoor, en onder meer in Nederland heeft het bedrijf regionale kantoren. Sinds 2007 verzorgen Paramount en Universal zelf grotendeels hun internationale distributie.
Zo komen Paramounts films in de Benelux op dvd en blu-ray via de distributie van Paramount Home Entertainment Benelux, gevestigd in Hilversum. Ook titels van DreamWorks SKG, MTV en Nickelodeon vallen hieronder.
Universal Pictures Benelux verzorgt de home entertainment-producten van Universal Pictures.

## Films
- Jan Rap en z'n maat (1989)
- De Noorderlingen (1992)
- Flodder in Amerika! (1992)
- De Zeemeerman (1996)
- Het 14e kippetje (1998)
- 8½ Women (2000)
- Nynke (2001)
- Oesters van Nam Kee (2002)
- Polleke (2003)
- Kees de jongen (2003)
- Fighting Fish (2004)
- Feestje! (2004)
- Erik of het klein insectenboek (2004)
- Het woeden der gehele wereld (2006)
- De Sportman van de Eeuw (2006)